# The Crow, the Owl and the Dove
The Crow, the Owl and the Dove è il secondo singolo del gruppo symphonic metal finlandese Nightwish, pubblicato il 2 marzo 2012 attraverso la Nuclear Blast, estratto dal loro ottavo album Imaginaerum. La canzone è entrata nella classifica finlandese raggiungendo subito la prima posizione.

## Tracce
Testi e musiche di Tuomas Holopainen e Marco Hietala, ad eccezione di The Heart Asks Pleasure First, la cui musica è stata composta da Michael Nyman e il testo da Tuomas Holopainen.
1. The Crow, the Owl and the Dove (Radio edit) – 3:46
2. The Heart Asks Pleasure First – 4:20
3. The Crow, the Owl and the Dove (Album version) – 4:10
4. The Crow, the Owl and the Dove (Instrumental version) – 4:10
5. The Heart Asks Pleasure First (Instrumental version) – 4:20

## Classifica
| Classifica | Posizione massima |
| ---------- | ----------------- |
| Finlandia  | 1                 |